# Blevio
Blevio är en ort och kommun i provinsen Como i regionen Lombardiet i Italien. Kommunen hade 1 184 invånare (2018).